# Église Sainte-Catherine de Houffalize
Pour les articles homonymes, voir Église Sainte-Catherine.
L'église Sainte-Catherine  ou église Sainte-Catherine d'Alexandrie est un édifice religieux catholique classé situé dans la commune de Houffalize en province de Luxembourg (Belgique).

## Situation
L'édifice est situé dans le noyau ancien de la petite ville ardennaise de Houffalize, sur la place de l'Église, au bord de la rive droite et à l'intérieur d'un méandre de l'Ourthe orientale.

## Historique et architecture
L'église est dédiée à Catherine d'Alexandrie, une vierge et martyre qui aurait vécu au début du IVe siècle. Aux XIIIe et XIVe siècles, les chanoines augustins érigent une église de style gothique primaire constituée d’une nef en moellons de grès sous une toiture d’ardoises. La face sud est percée par quatre travées larges et cinq serrées de baies très hautes et étroites. 
La tour carrée de quatre niveaux surmontée d’une flèche d’ardoises octogonale est dressée à la fin du XVIIe siècle à l'arrière de l'abside aveugle, en bordure de la rivière. 
Lors de la Bataille des Ardennes, l'église est fortement endommagée mais elle est restaurée dès 1949.

## Intérieur
Parmi les éléments les plus anciens et les plus représentatifs de l'intérieur de cette église, on peut voir le bas-relief funéraire de Gericus, dit Thierry Ier de Houffalize, réalisé entre 1226 et 1250 ainsi que le gisant du seigneur Thierry II de Houffalize, datant de 1282 sculpté dans une roche calcaire noirâtre le représentant gisant sur un socle de pierre bleue revêtu de sa cotte de mailles et paré de ses armoiries. L'édifice possède aussi un maître-autel de style baroque réalisé en 1698 par le sculpteur Jean Pecourt.

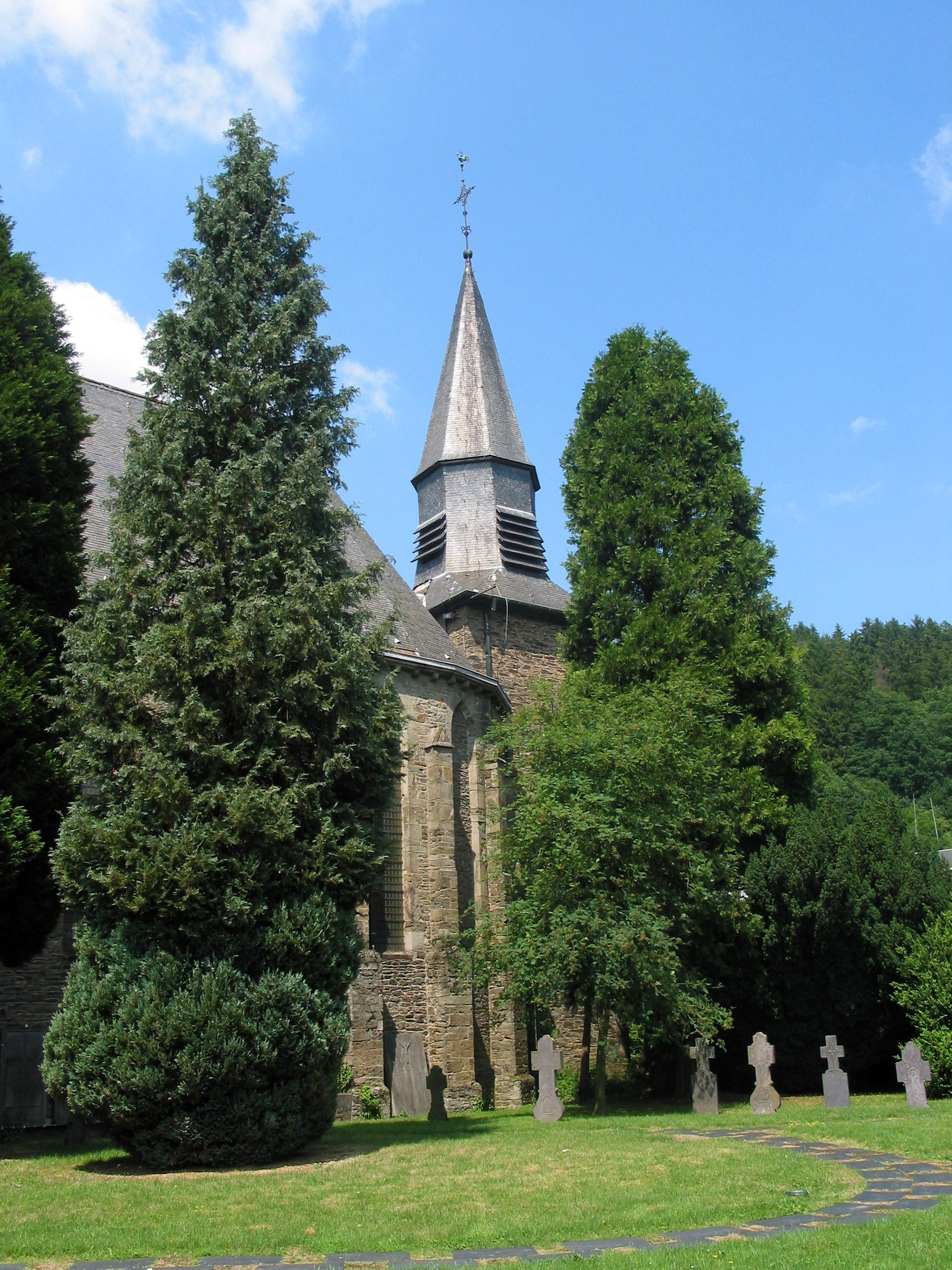
Ancien cimetière classé
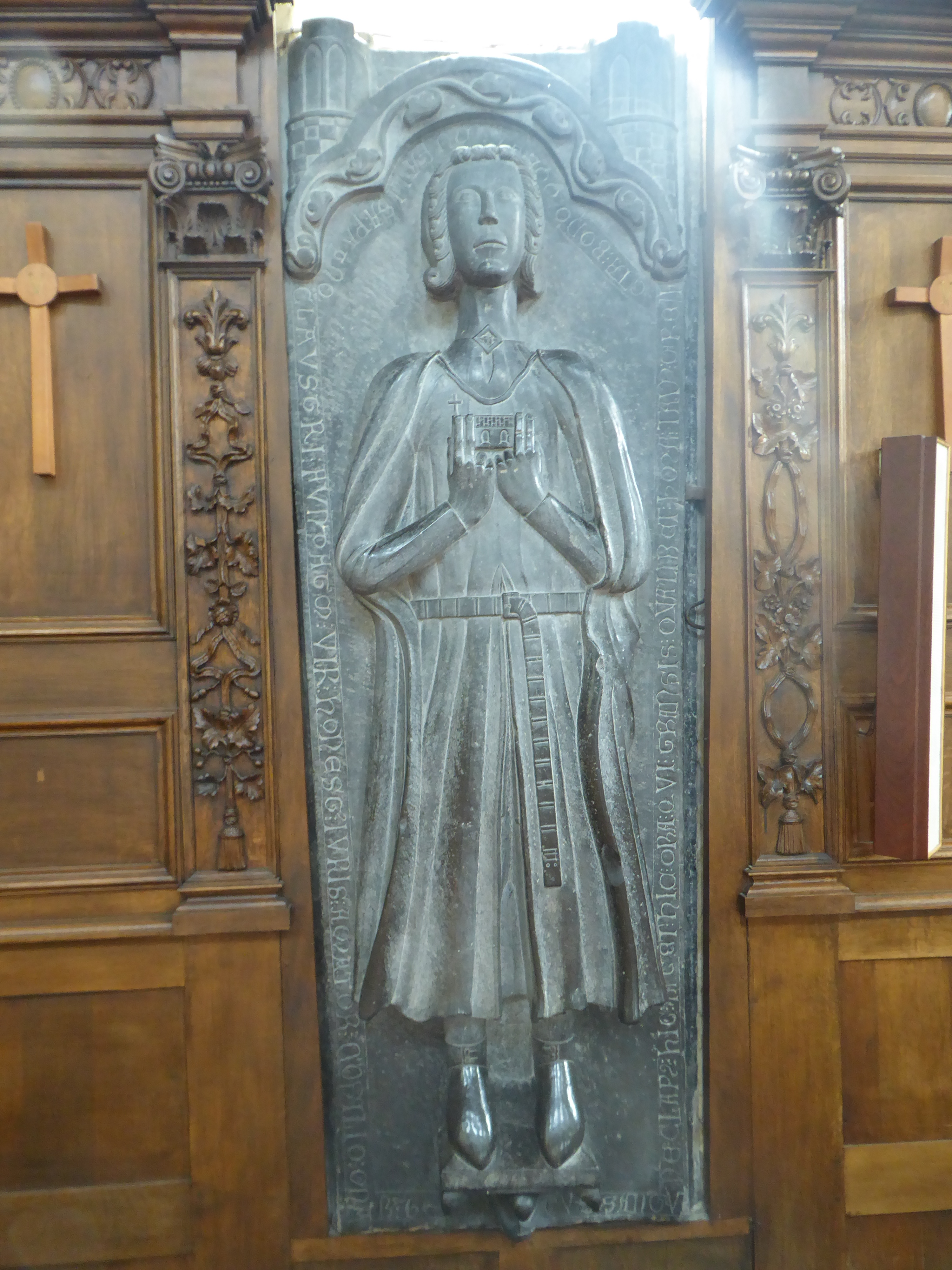
Bas-relief de Thierry Ier de Houffalize
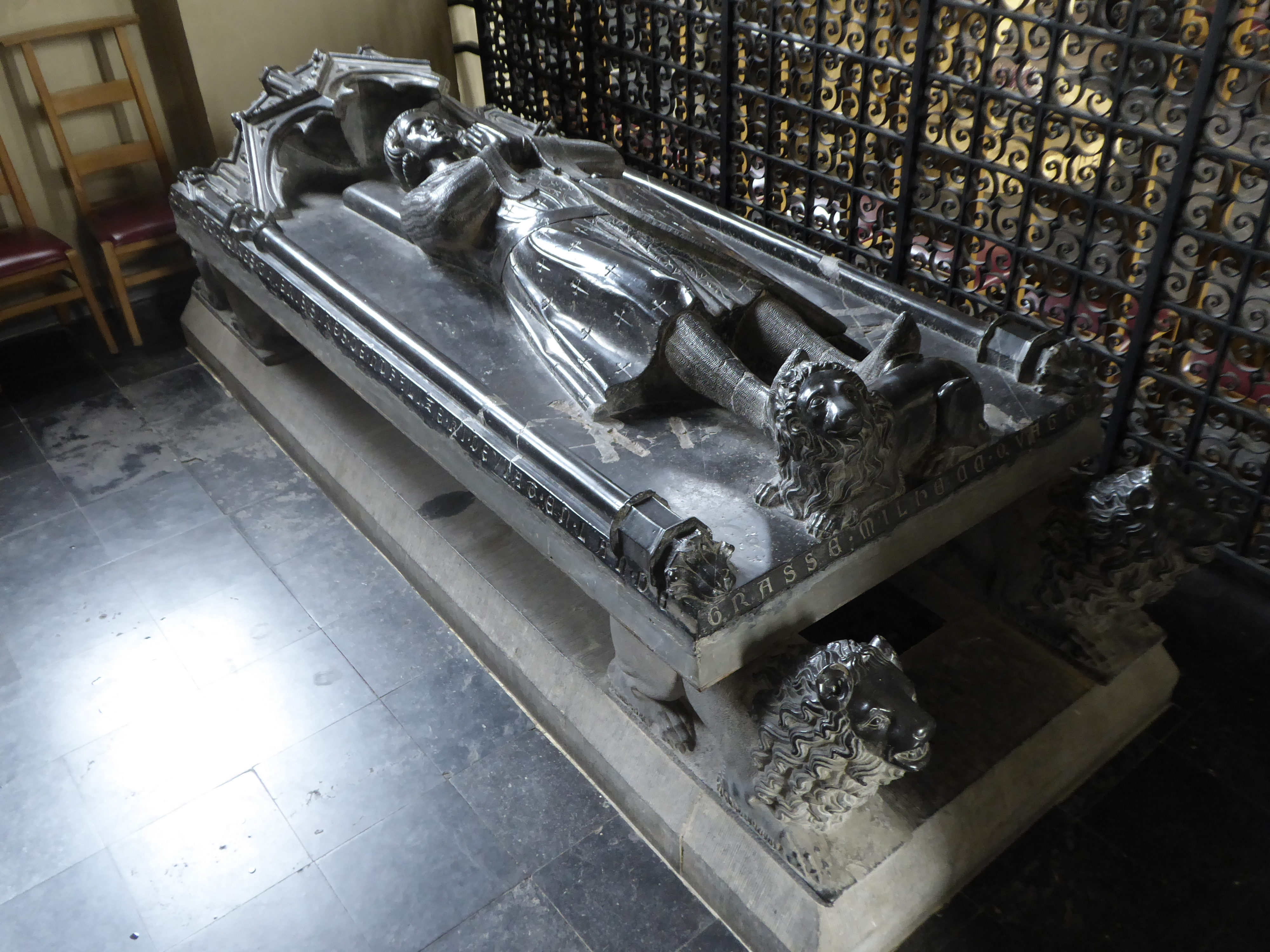
Gisant de Thierry II de Houffalize
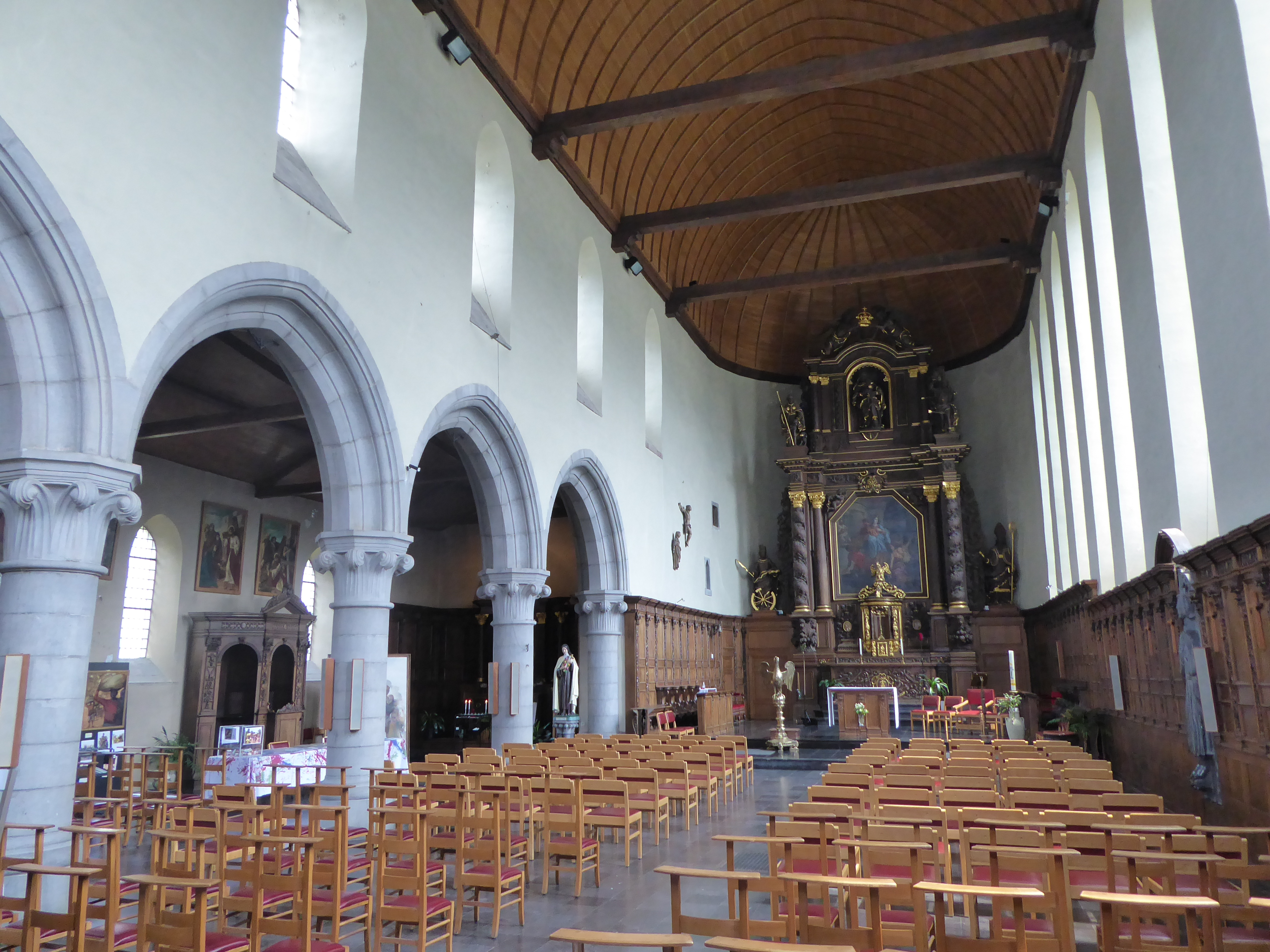
Intérieur de l'église et maître-autel

## Classement
L'église Sainte-Catherine est reprise depuis le 25 octobre 1938 sur la liste du patrimoine immobilier classé de Houffalize et l'ancien cimetière désaffecté attenant à l'église Sainte-Catherine depuis le 2 décembre 1959.